# Magnolia (Mississippi)
Magnolia é uma cidade localizada no estado americano de Mississippi, no Condado de Pike.

## Demografia
Segundo o censo americano de 2000, a sua população era de 2071 habitantes.
Em 2006, foi estimada uma população de 2125, um aumento de 54 (2.6%).

## Geografia
De acordo com o United States Census Bureau tem uma área de
8,5 km², dos quais 8,4 km² cobertos por terra e 0,1 km² cobertos por água.

## Localidades na vizinhança
O diagrama seguinte representa as localidades num raio de 32 km ao redor de Magnolia.